# Automeris mirabilis
Automeris mirabilis är en fjärilsart som beskrevs av Köhler 1935. Automeris mirabilis ingår i släktet Automeris och familjen påfågelsspinnare. Inga underarter finns listade i Catalogue of Life.